# Keokradong
Keokradong (beng. কেওক্রাডং) – szczyt w południowo-wschodniej części Bangladeszu w prowincji Ćottogram, jeden z najpopularniejszych celów turystów odwiedzających to państwo. Według niektórych źródeł jest najwyższym szczytem kraju i mierzy 986 m n.p.m. (według wskazań GPS); oficjalne źródła CIA podają, ze sięga do 1230 m n.p.m. Na potwierdzenie tego na szczycie stoi ustawiony przez armię obelisk; jest tam także schronisko górskie. Inne źródła podają, że najwyższym szczytem kraju jest Mowdok o wysokości od 1052 do 1064 m n.p.m., jednak nie jest pewne, czy leży on na terenie Bangladeszu, czy Mjanmy. Jako najwyższy szczyt bywa wskazywany również Tazing Dong o kwestionowanej wysokości 1280 m n.p.m.

## Galeria

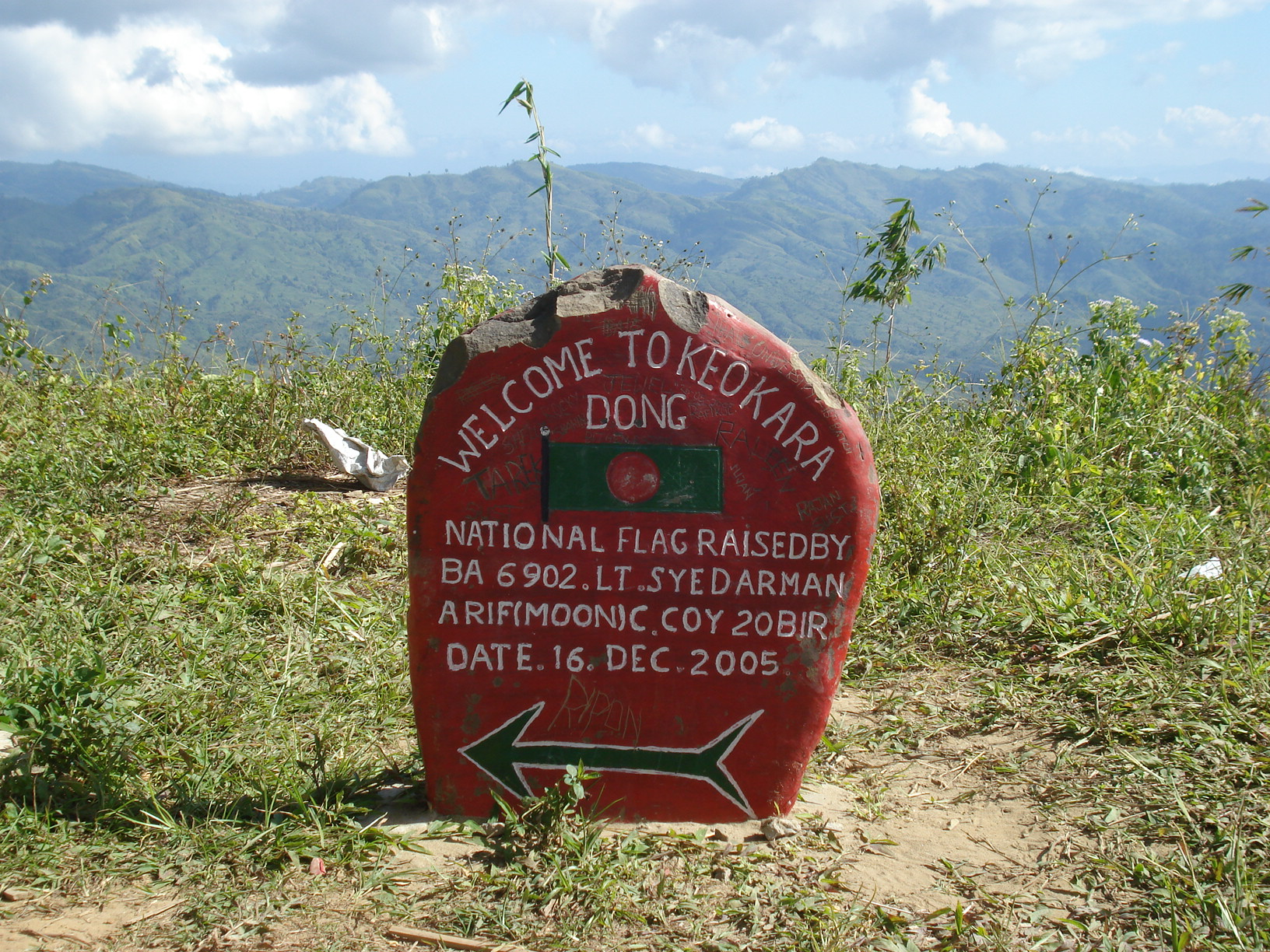
Znacznik na Keokradong ustawiony przez armię Bangladeszu
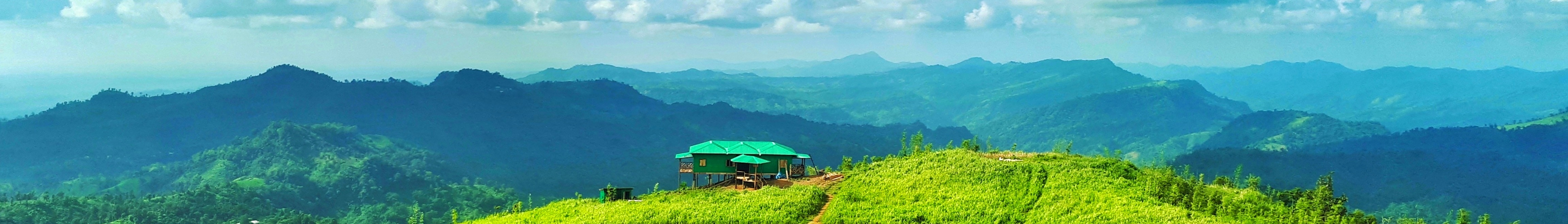
Panorama ze szczytu
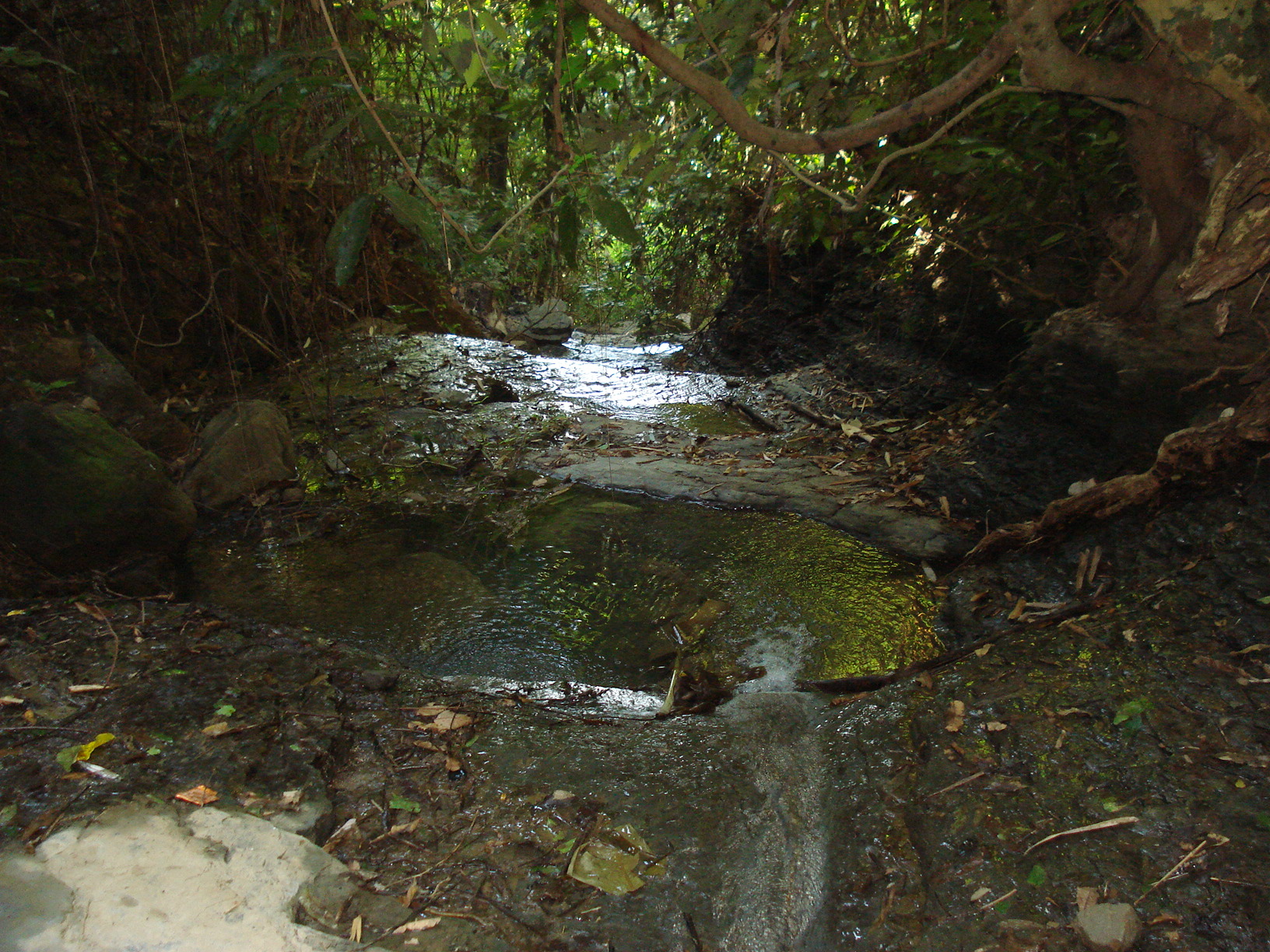
Strumień spływający ze zbocza Keokradong